# 克拉克縣 (威斯康辛州)
克拉克縣（英語：Clark County）是位於美國威斯康辛州中部的一個縣。面積3,157平方公里。根據美國2000年人口普查，共有人口33,557人。縣治尼爾斯維爾 (Neillsville)。
成立於1853年6月6日。縣名紀念美國獨立戰爭將領喬治·羅傑茲·克拉克，另一說指為Clark's Mill的創始人A. W. Clark。